# Вымя (субпродукт)
Вымя — мякотный субпродукт второй категории, молочная железа крупного рогатого скота, используемая в пищевых целях. Вымя имеет сложное строение из паренхимы и остова и состоит из соединительной и жировой ткани. По мнению британского историка культуры Алана Дэвидсона, после удаления сосков и кожи сырое вымя выглядит как розовая аморфная ворвань.
В СССР коровье вымя выпускали в продажу в остывшем, холодном, мороженом, солёном и варёном виде. Оно имеет малую стойкость при хранении. Вымя содержит большое количество неполноценных белков и жиров, тем самым имеет невысокую пищевую и высокую энергетическую ценность. Вымя жарят и тушат, из него готовят гуляш и начинку для пирожков. В советском издании «Библиотека повара» 1960 года приводятся рецепты тушения предварительно отваренного вымени в овощном соусе и его жарки в сухарях. Перед варкой вымя требует вымачивания в течение нескольких часов. Варёное вымя пахнет как язык, но жёстче его по консистенции. Обычно его подают под красным соусом с овощными и крупяными гарнирами. В традиционной русской кухне вымя предпочитали отваривать и подавать нарезанным кусочками и политым сметанным соусом с гарниром из картофеля либо тушить в горшочке с обжаренными овощами под сметанным соусом. Из вымени также вырабатывают пищевые изделия мазеобразной консистенции (паштеты, зельцы) и получают пищевой жир.
Рецепт фаршированного вымени встречается в труде французского кулинара XVII века Франсуа Ла Варенна. В берлинской кухне из варёного вымени готовят берлинский шницель, а в итальянской области Валле-д’Аоста традиционным кушаньем является тётён — колбасное изделие из вымени. Фигурирует этот продукт и в кулинарной практике азиатских народов. В тайской кухне, например, готовятся горячие и холодные блюда как из говяжьего, так и из свиного вымени. В мусульманской общине Денпасара, административного центра индонезийского острова Бали, существует традиция отмечать праздник Ураза-байрам миниатюрными шашлычками сате из говяжьего вымени.